# Feketeházy Gyula
Feketeházy Gyula (1889. – ?) válogatott labdarúgó, csatár, jobbszélső. A sportsajtóban Feketeházy II néven volt ismert. Hivatásos katona lett, ezért az aktív sportolástól korán visszavonult.

## Pályafutása

### Klubcsapatban
A MAC labdarúgója volt. Tagja volt az 1908–09-es idényben bajnoki ezüstérmet nyert csapatnak. Kivételesen gyors, a labdát kitűnően vezető játékos volt.

### A válogatottban
1909-ben egy alkalommal szerepelt a válogatottban.

## Sikerei, díjai
- Magyar bajnokság
  - 2.: 1908–09

## Statisztika

### Mérkőzése a válogatottban
| Magyarország | Magyarország    | Magyarország               | Magyarország | Magyarország | Magyarország | Magyarország | Magyarország | Magyarország |
| #            | Dátum           | Helyszín                   | Hazai        | Eredmény     | Vendég       | Kiírás       | Gólok        | Esemény      |
| ------------ | --------------- | -------------------------- | ------------ | ------------ | ------------ | ------------ | ------------ | ------------ |
| 1.           | 1909. május 31. | Budapest, Millenáris-pálya | Magyarország | 2 – 8        | Anglia       | barátságos   | -            |              |
|              | Összesen        |                            |              | 1            | mérkőzés     |              | 0            | gól          |